# Vladislav Baláž
Vladislav Baláž (ur. 28 stycznia 1984 w Preszowie) – słowacki hokeista, reprezentant Słowacji.

## Kariera
- HK Dragon Prešov U20 (-2002)
- Sherbrooke Castors (2002–2003)
- Lewiston Maineiacs (2003–2004)
- Słowacja U-20 (2004)
- HC 07 Prešov (2004–2005)
- HC Dukla Trenczyn (2005–2007)
  -  HK 95 Považská Bystrica (2006, 2007)
- MsHK Žilina (2007–2009)
  -  KH Sanok (2008)[1][2]
  -  HC 07 Preszów (2008)
- HKm Zvolen (2009–2012)
- HC Litvínov (2012−2013)
- HKm Zwoleń (2013–2014)
- Herlev Eagles (2014)

Wychowanek Dragona Prešov. Od lipca 2012 do maja 2013 zawodnik czeskiego klubu HC Litvínov. Od sierpnia 2013 ponownie zawodnik HKm Zwoleń, związany rocznym kontraktem. Od końca stycznia 2014 zawodnik duńskiego klubu Herlev Eagles.
Uczestniczył w turniejach mistrzostw świata juniorów do lat 20 edycji 2004. W sezonie 2010/2011 był reprezentantem seniorskiej kadry Słowacji.